# Arpinder Singh
Arpinder Singh (né le 30 décembre 1992 dans le district d'Amritsar) est un athlète indien, spécialiste du triple saut.

## Biographie
Médaillé d'argent des championnats d'Asie juniors de 2010, il remporte la médaille de bronze chez les senior à l'occasion des championnats d'Asie 2013, à Pune en Inde, avec la marque de 16,58 m. 
En juin 2014, à Lucknow, il améliore de 33 cm son record personnel en établissant un nouveau record national avec la marque de 17,17 m.
Le 29 juin 2018, il saute 17,09 m, sans vent, à Guwahati, puis le 29 août, il remporte le titre lors des Jeux asiatiques de Jakarta avec 16,77 m, devant l'Ouzbek Ruslan Kurbanov (16,62 m) et le Chinois Cao Shuo (16,56 m).

## Palmarès
| Date | Compétition                 | Lieu        | Résultat | Marque  |
| ---- | --------------------------- | ----------- | -------- | ------- |
| 2010 | Championnats d'Asie juniors | Hanoï       | 2e       | 16,13 m |
| 2013 | Championnats d'Asie         | Pune        | 3e       | 16,58 m |
| 2014 | Jeux du Commonwealth        | Glasgow     | 3e       | 16,63 m |
| 2014 | Jeux asiatiques             | Incheon     | 5e       | 16,41 m |
| 2017 | Championnats d'Asie         | Bhubaneswar | 4e       | 16,33 m |
| 2017 | Jeux asiatiques en salle    | Achgabat    | 1er      | 16,21 m |
| 2018 | Jeux du Commonwealth        | Gold Coast  | 4e       | 16,46 m |
| 2018 | Jeux asiatiques             | Jakarta     | 1er      | 16,77 m |
| 2018 | Coupe continentale          | Ostrava     | 4e       | 16,59 m |

## Records
| Épreuve     | Performance | Lieu    | Date        |
| ----------- | ----------- | ------- | ----------- |
| Triple saut | 17,17 m     | Lucknow | 8 juin 2014 |